# Ardonissa adscitina
Ardonissa adscitina là một loài bướm đêm thuộc phân họ Arctiinae, họ Erebidae.